# Max Schneider (Bibliothekar)
Max Schneider (* 19. September 1859 in Reinerz, Landkreis Glatz, Provinz Schlesien; † 7. September 1939 in Hamburg) war ein deutscher Bibliothekar.

## Leben
Schneider studierte Ästhetik und Kunstgeschichte. 1889 wurde er Hilfsarbeiter bei der Staatsbibliothek Hamburg. Dort stieg er 1907 bis zum Bibliothekar auf. Er blieb bis zu seiner Pensionierung 1924 an der Bibliothek in Hamburg.
Schneider bearbeitete ein Register zum Realkatalog der Staatsbibliothek Hamburg, das gedruckt wurde, sowie ein Register zum Porträtkatalog der Staatsbibliothek. Außerdem verfasste er verschiedene Verzeichnisse, die beim Auffinden von Verfassernamen deutscher Literaturwerke behilflich sein sollten. Diese Werke erschienen unter verschiedenen Titeln.

## Schriften
- Sachregister des Realkatalogs der Stadtbibliothek zu Hamburg. Lütcke & Wulff, Hamburg 1891 (Digitalisat der 2. Auflage 1897).
- Campe'sche Autographensammlung. Staats- und Universitätsbibliothek, Hamburg 1905 (Digitalisat).
- Von wem ist das doch? Ein Titelbuch zur Auffindung von Verfassernamen deutscher Literaturwerke. Verlag von Eugen Schneider, Berlin 1907.
- Catalog der Portraitsammlung der Hamburgischen Stadtbibliothek, Bd. 3: Register zum Porträt-Katalog der Stadtbibliothek / Der Campe'schen Autographen-Sammlung und der Strack'schen Bildniss-Sammlung. Staats- und Universitätsbibliothek Hamburg, Hamburg 1917.
- Deutsches Titelbuch. Ein Hilfsmittel zum Nachweis von Verfassern deutscher Literaturwerke, Haude & Spener, Berlin 1927.